# 故国原王
故国原王（ここくげんおう、生年不詳 - 371年）は、高句麗の第16代の王（在位:331年 - 371年）。

## 来歴
姓は高、諱は斯由、または釗（『梁書』は劉とする）。国岡上王（『三国史記』高句麗本紀・故国原王紀の分注）、国原王（『三国遺事』王暦）とも記される。先代の美川王の子であり、314年に太子に立てられ、331年1月に先王の死去に伴い王位に就いた。

## 治世
東川王の時代から王の居所となっていた平壌城を334年8月に増築し、また335年1月には国の北部に新城を築いた。これらは前代から対立していた鮮卑への備えであった。339年に前燕の慕容皝に攻め入られて新城まで迫られ、故国原王は和睦を乞い、翌年より前燕に対して朝貢することとなった。その後も前燕は勢力拡大を図って高句麗へ緊張感を強い、故国原王は342年2月に丸都城（山城）を修復するとともに国内城（平城）を築城し、8月には居所を平壌から移して鮮卑の侵攻に備えた。同年10月から慕容皝は大挙して高句麗に攻め入り、故国原王は単身で東方に逃れ、王母周氏と王妃とが捕らえられた上に美川王の陵墓があばかれて遺骸を持ち去られるという大敗を喫することとなった。
翌343年には王弟を使者として派遣して前燕の臣下となることを誓い、宝物を貢納してようやく父王の遺骸は取り返したが、王母は人質とされたままだった。さらに前燕との小競り合いがあったが、355年12月には、先に前燕と戦って敗れて高句麗に亡命していた後趙の宋晃を前燕に送り、恭順の意を示してようやく王母の返還が適った。このとき、慕容皝の後を継いだ慕容儁から＜征東将軍・営州刺史・楽浪公・高句麗王＞に封じられており、高句麗が中国王朝から冊封される最初の例となった。この後、前秦の王猛が前燕を滅ぼした際には、逃れてきた燕の慕容評を捕らえて前秦に送った。
半島内では369年に2万の軍隊を率いて百済を攻めたが、雉壌（黄海南道白川郡）の地で敗れている。そして371年10月には逆に百済の近肖古王が兵3万を率いて高句麗に攻め込み、故国原王は防戦に努めたが、10月23日、流れ矢に当たり戦死した。死後、故国の原に埋葬されたが、諡のことは『三国史記』本紀には記されておらず、死去の日付を記していることで他の高句麗王とは違った特徴的記述になっている。